# Schildia fragilis
Schildia fragilis là một loài ruồi trong họ Asilidae. Schildia fragilis được Carrera miêu tả năm 1944.